# Parisii (Grande-Bretagne)
Pour les articles homonymes, voir Parisii (homonymie).

Territoire des Parisii.

Les Parisii sont un peuple celte de l’île de Bretagne, dont le territoire correspond approximativement à l'actuel Yorkshire de l'Est. Leur civitas est Petuaria, qui correspond à l'actuelle Brough-on-Humber. Un lien avec la tribu homonyme des Parisii de Gaule semble confirmé,.

## Territoire
Les Parisii de Grande-Bretagne sont connus à partir d'une mention de Ptolémée dans sa Géographie. Il les situe à côté des Brigantes, sur la côte est, près d'un golfe « favorable à la présence d'un port ». Il mentionne également un promontoire Οκελον ou Promontarium Ocellum qu'il situe entre le golfe des Gabrantovices - vraisemblablement un pagus des Brigantes - et l'estuaire de la rivière Αβος/Abos. Tous ces lieux n'ont pas été localisés avec certitude. Le consensus scientifique actuel place cependant les Parisii au nord de l'estuaire de l'Humber et situe la ville de Petuaria - que le géographe grec attribue aux Parisii - à Brough. Leur territoire pourrait donc correspondre en grande partie avec la circonscription actuelle du Yorkshire de l'Est.
Cette localisation les fait voisiner avec les Brigantes qui les encerclent à l'ouest et au Nord - dans ce dernier cas avec leur pagus des Gabrantovices - et avec les Coritani qui contrôlent l'autre rive de l'Humber.

## Historique
Les origines du peuple des Parisii de Grande-Bretagne sont encore relativement obscures. Le consensus scientifique fait d'eux les porteurs de la culture d'Arras. Cette culture archéologique de la fin de l'âge du fer est définie par ses pratiques funéraires, qui tranchent avec les autres coutumes funéraires contemporaines de Grande-Bretagne. Elles présentent certaines similitudes - notamment l'usage de tombes à char ou de tumulus -  avec les pratiques continentales, en particulier en Champagne et Île-de-France. Ce fait, couplé avec l'homonymie entre les deux tribus Parisii, celle du Yorkshire et celle d'île-de-France, suggère un lien entre les deux peuples.
Ce lien, cependant, reste mal défini. Ainsi Venceslas Kruta indique que, si lien il y a entre les deux cités, celui-ci ne devait pas être basé sur un apport ethnique conséquent. D'autre part les objets qui composent les viatiques sont tous d'origine insulaire, sans importations du continent.
Les Parisii du Yorkshire sont vraisemblablement conquis par les Romains vers 50-75 de notre ère, en même temps que leurs voisins Brigantes. Ils semblent, lors de ces événements, ne pas intervenir dans la révolte de Boadicée.